# Долани над Влтавою
Долани над Влтавою (до 2016 року носило назву Долани) — село в Чехії, розташоване в окрузі Мельник, Середньочеський край, на лівому березі річки Влтави, приблизно за 3 км на південний схід від міста кралупи-над-Влтавою. Тут живе 918 людей. Село тягнеться вздовж берега, де закінчується скеляста долина річки Влтава й починається місце злиття Влтави з Ельбою, це північна частина середньочеського краю. До села належать села Дебрно, що розташовано за 2 км на південний захід в долині Турського струмка.
Долани-над-Влтавою — це невелике село з хорошим залізничним сполученням. На річці перед селом у місці, де річка rozestupuje, знаходиться гребля Долани з електростанцією; і причал Доланки на протилежному березі. 2002 року Долани пережили велику повінь.

## Історія
Перша письмова згадка про село датується 1318 роком.
Історія селища охоплює період з 1850 року донині.

### 1932
У селі Долани жило 615 жителів, 1932 року працювало: перукар, 3 готелі, споживацьке товариство самодопомоги, швець, покрівельник, 8 селян, 2 м'ясників, 3 магазини, газетний кіоск, столяр, магазин з вугіллям, 2 садівництва.

## Транспорт
Транспортна мережа
- Наземні комунікації — В село ведуть дороги III.  класу.
- Залізниця — селище Долани-над-Влтавою знаходиться на залізничній трасі Прага — Кралупи-над-Влтавою — Дечин. Це двоколійна електрифікована залізниця в європейської залізничної системи, частина загальнонаціональних трас, відкрита 1850 року.

Громадський транспорт 2012
- Автобус — у районі Дебрно курсує приміський автобус Голубіце — Кралупи-над-Влтавою (в робочі дні 5 разів на день)
- Залізничний транспорт — лінія S4 (Прага — Враньяни — Гневіце) і R4 (Прага — Кралупи-над-Влтавою — Гневіце). Через залізничну станцію Долани в робочі дні проходять по 29 пасажирських поїздів, по вихідним — 20. З 11 червня 2017 зупинка носить ім'я Долани-над-Влтавою[8].

## Прогулянки
На території селища пролягають велосипедні маршрути №  0080 Долани — Дебрно — Голубіце — Окорж, №  0081. Влтава — Долани — Лібчице — Уголічки — Окорж. Влтава — Дебрно — Турсько — Уголічки — Унетіце.

## Фотографії

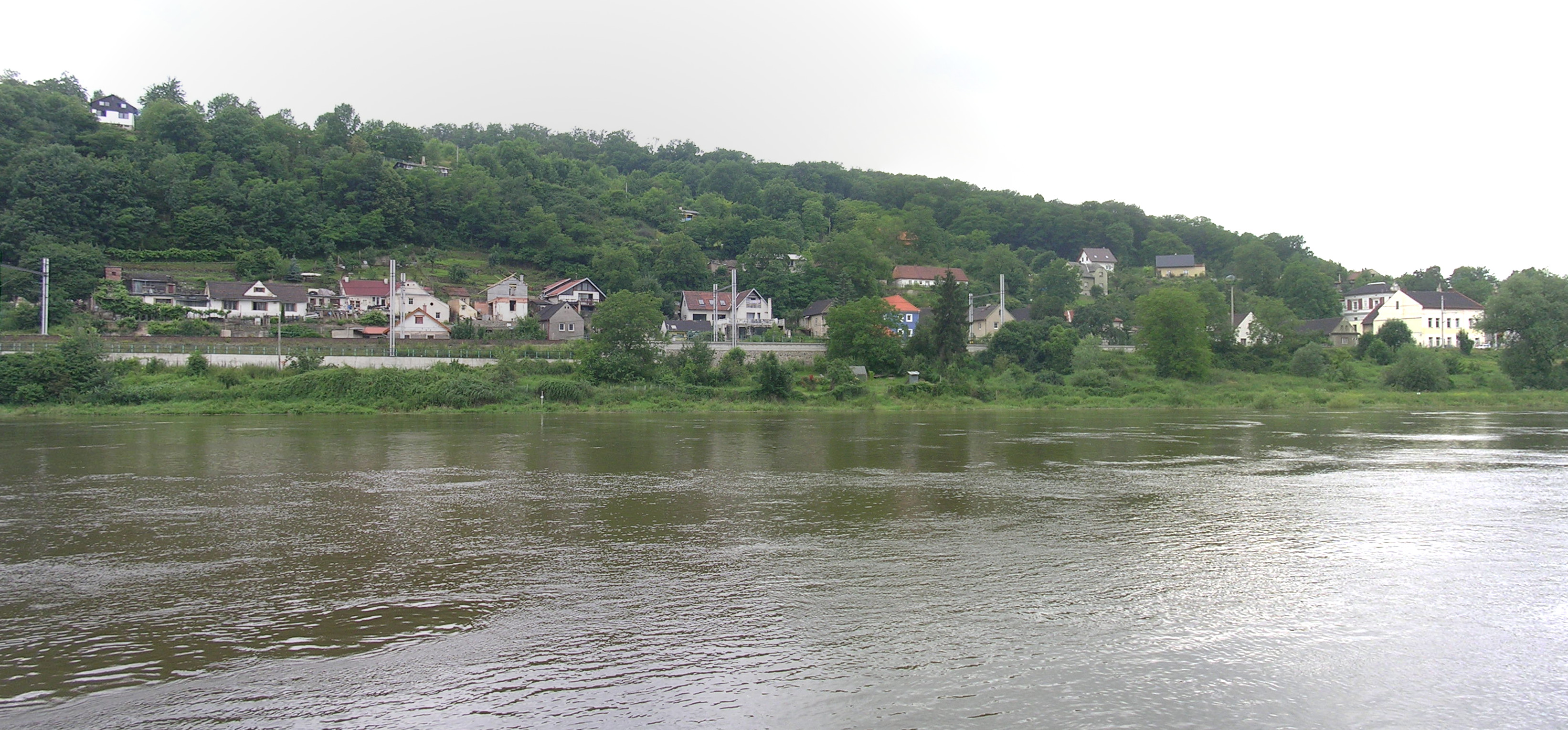
Долани-над-Влтавою з іншого берега ріки Влтави
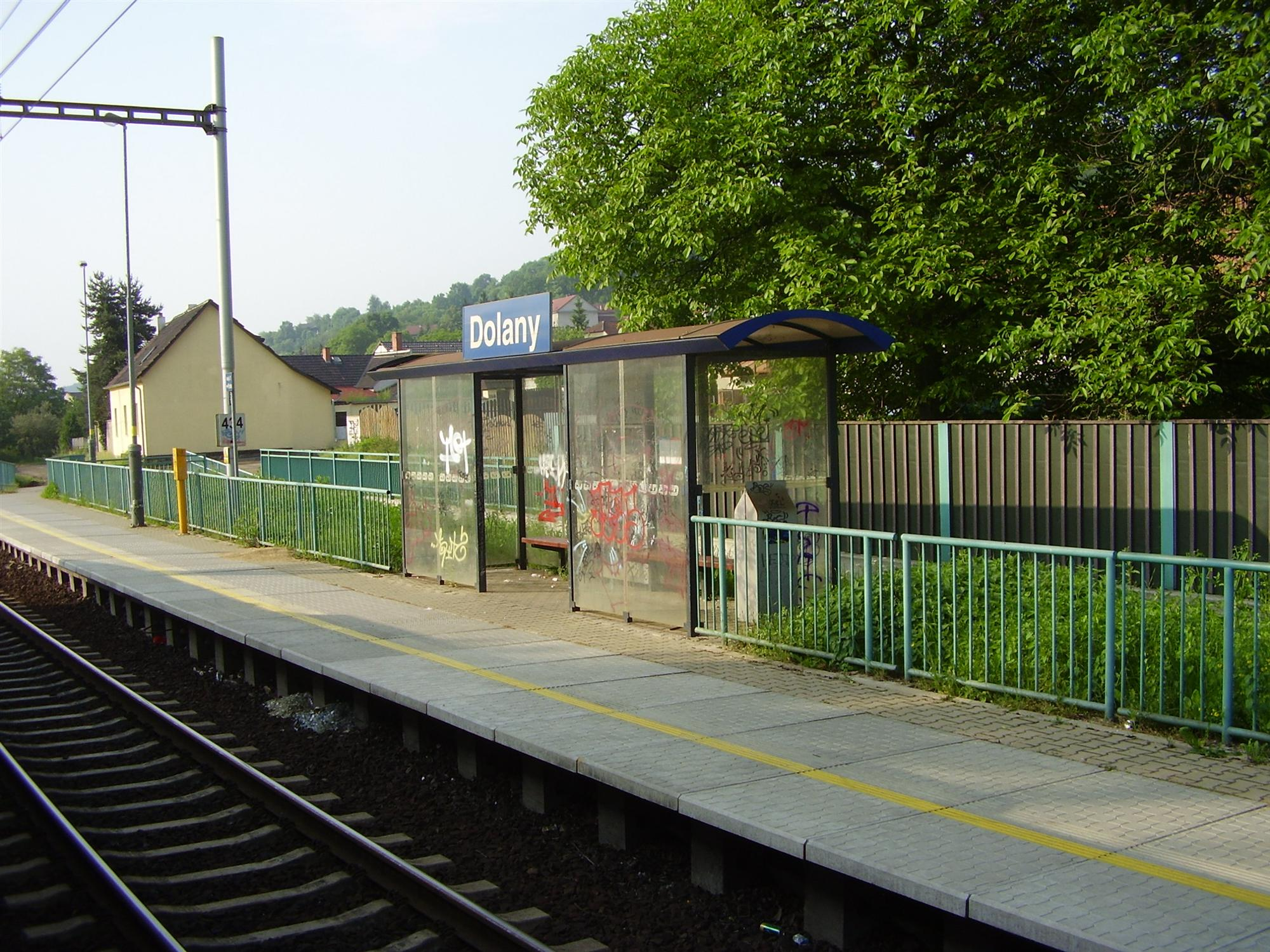
Залізнична зупинка Долани